# یولداش آزاموف
یولداش آزاموف (ازبکی: Yoʻldosh Aʼzamov, Йўлдош Аъзамов؛ ۱۰ مهٔ ۱۹۰۹ – ۱۶ ژوئن ۱۹۸۵) کارگردان فیلم، نمایشنامه‌نویس، فیلم‌نامه‌نویس، تهیه‌کننده فیلم، و بازیگر اهل کشور اتحاد جماهیر شوروی سوسیالیستی بود. از فیلم‌هایی که او کارگردانی نموده می‌توان به روزهای گذشته اشاره نمود.
وی همچنین برندهٔ جوایزی همچون نشان انقلاب اکتبر و جایزه هنرمند مردمی اتحاد جماهیر شوروی شده‌است.